# Gallegos de Sobrinos
Gallegos de Sobrinos – gmina w Hiszpanii, w prowincji Ávila, w Kastylii i León, o powierzchni 43,27 km². W 2011 roku gmina liczyła 72 mieszkańców.